# Тексашка револуција
Тексаска револуција (енгл. Texas Revolution) била је побуна коју су покренули колонисти (првенствено из Сједињених Држава) у мексичкој покрајини Тексас против све више централистичке мексичке владе. Након десетљећа политичких и културних сукоба између мексичке владе и све већег броја америчких насељеника у Тексасу, непријатељства су ескалирала у октобру 1835. године. Тексашани немају јединствен став да ли је крајњи циљ био независност или повратак на мексички устав из 1824. године. Док су представници у Консултацији (прелазној влади) расправљали о мотивима рата, Тексашани и већи број добровољаца из Сједињених Држава поражен је од стране мањих гарнизона мексичке војске средином децембра 1835. године.
Консултација је одлучила да прогласи независност и оснује привремену владу, чији су унутрашњи сукоби довели до политичке парализе и смањене ефикасности управљања у Тексасу. Као лоша замисао испоставила се инвазија на Матаморос која је тек основану  војску Тексаса коштала преко потребних добровољаца. У марту 1836. године, другом политичком конценцијом проглашена је независност и одређено је руководство нове Републике Тексас.
Да би повратио достојанство Мексику, предсједник Антонио Лопер де Санта Ана је обећа да ће лично повратити Тексас. Војска је у Тексас ушла средином фебруара 1836. године, што су Тексашани дочекали потпуно неспремни. Мексички генерал Хосе де Уреа предводио је контингент војске у голијадској кампањи на тексаској обали, побиједивши све тексаске трупе на свом путу, погубивши већину оних који су се предали. Санта Ана је предводио снаге на Сан Антонио де Баксар, гдје су његове трупе поразиле гарнизон Тексашана у битци за Аламо, убијајући скоро све браниоце.
Сљедећи мјесец, новостворена тексаска војска под командом  Сема Хјустона повукла се на границу са Луизијаном. Хјустон је 31. марта зауставио своје људе на обали ријеке Бразос и сљедеће двије седмице Тексашани су били подвргнути жестокој војној обуци. Задовољан успјехом и несвјестан снаге непријатеља, Санта Ана је подијелио своје трупе. Хјустонова војска је 21. априла је спровела изненадни напад на Санта и његове снаге у битка код битци код Сан Хасинта. Мексичке снаге су брзо усмјерене, а осветољубиви Тексашани су погубили већину оних који су се покушали предати. Санта Ана је узет као талац; у замјену за свој живот, наредио је повлачење војске јужно од ријеке Рио Гранде. Мексико је одбио да призна Републику Тексас, а сукоб између двије државе се наставио све до четрдесетих година 19. вијека. Анексија Тексаса као двадесетосме државе Сједињеним Државама, 1845. године, довела је до мексичко-америчког рата.

## Позадина
Након неуспјелог покушаја Француске да колонизује Тексас у касном 17. вијеку, Шпанија је развила план да насели регион. На његовом јужном ободу, дуж ријека Медине и Нуецес, шпански Тексас се граничио са провинцијом Коавила. На истоку, Тексас се граничи са Луизијаном.  Након куповине Луизијане 1803, Сједињене Државе такође полажу право на земљу западно од ријеке Сабине, све до ријеке Рио Гранде. Од 1812. до 1813. анти-шпански републиканци и амерички филибастери побунили су се против Шпанске империје што је данас познато као Gutiérrez–Magee експедиција током рата за независност. У почетку су побеђивали у биткама и заузели многе тексаске градове од Шпаније што је довело до проглашења независности државе Тексас у саставу Мексичке Републике 17. априла 1813. године. Нова тексаска влада и армија су дочекали своју пропаст код Битке код медине у августу 1813. 20 миља јужно од Сан Антониа, гдје је 1,300 од 1,400 побуњеника убијено убијено у бици или погубљено послије битке од стране ројалистичких војника. Била је то најкрвавија битка у историји Тексаса. Шпански ројалисти су заробили и погубили 300 званичника републичке владе у Сан Антонију убрзо након битке. Антонио Лопез де Санта Ана, будући предсједник Мексика, борио се у овој бици као ројалиста и слиједио наређења својих претпостављених да не узимају затворенике. Још једна занимљива белешка су два оца оснивача Републике Тексас и будући потписници Тексаске декларације о независности 1836. године, Хосе Антонио Наваро и Хосе Франциско Руиз, учествовали у Gutiérrez–Magee eкспедицији. Иако су се Сједињене Државе званично одрекле те тврдње као дио Трансконтиненталног споразума са Шпанијом 1819. године, многи Американци су наставили да вјерују да Тексас треба да припада њиховој нацији, а током следеће деценије Сједињене Државе дале су неколико понуда за куповину региона.
Након рата за независност, Тексас је постао дио Мексика. Према Уставу из 1824, који је земљу дефинисао као федералну републику, провинције Тексас и Коахуиља су комбиноване и постале држава Coahuila y Tejas. Тексас је добио само једно мјесто у државном законодавном тијелу, које се састало у Салтиљу, удаљен стотинама миља. Послије неколико мјесеци протестовања Тејаноса (становника Тексаса рођени у Мексику) огорчени губитком политичке аутономије, државни званичници сложили су се да од Тексаса направе департман нове државе, са фактичким главним градом Сан Антониу.